# Eriko Satoová
Eriko Satoová (japonsky 佐藤 衣里子, * 25. listopadu 1985 Šizuoka) je bývalá japonská fotbalistka.

## Reprezentační kariéra
Za japonskou reprezentaci v letech 2003 až 2008 odehrála 2 reprezentační utkání.

## Statistiky
| Japonsko | Japonsko | Japonsko |
| Roky     | Záp.     | Góly     |
| -------- | -------- | -------- |
| 2003     | 1        | 0        |
| 2004     | 0        | 0        |
| 2005     | 0        | 0        |
| 2006     | 0        | 0        |
| 2007     | 0        | 0        |
| 2008     | 1        | 0        |
| Celkem   | 2        | 0        |